# Hranilović
Hranilović je hrvatska plemićka obitelj. Prezime je zabilježeno u oblicima Hranilovich, Hranillovich, Hranylouych, Hranilowych, Hranylowych s pridjevkom Cvetašin, Cvjetašin, Czuetasin, Czvetassin.

## Povijest
U prvoj polovici 16. stoljeća doselili su za uskočkih seoba pod pritiskom Osmanlija iz Travnika u žumberačko selo Sošice. Vrela ih spominju od 16. stoljeća. Prvi zapisani član obitelji je župnik Mihael u Mahićnu kraj Karlovca, zabilježen 1596. u ispravi o kanonskoj vizitaciji.
Plemstvo imaju od 1603. godine. Prvi plemić iz roda Hranilovića je Juraj Hranilović kojem je plemstvo dodijelio kralj Rudolf II. za zasluge u borbama protiv Osmanlija. Tako su dobili plemićki list i grb – ratnik s isukanom sabljom nad tijelom ubijenog Turčina odrubljene glave. Tih godina posjede dobivaju u Hrašću Turopoljskom premda nisu turopoljsko plemstvo. Hrvatski sabor potvrdio im je plemstvo 1609. godine. Petar Hranilović, žumberački knez i potkapetan, stekao je 1653. imanje Hrnetić i Jelsu (župa Hrnetić). Hranilovićima imanje Sošice dodijelio je kralj Ferdinand III. (1653.) i Leopold I. (1663.) godine. Posjede su proširili 1764. kad je podžupan Ljudevit Hranilović kupio od kraljevskog fiska imanje Blacko u Požeškoj županiji. Iste godine carica Marija Terezija dodijelila mu je to imanje.
Iz roda Hranilovića potekao je veći broj svećenika i biskupa, između ostalih Jovan Hranilović i Ilija Hranilović. U znanosti se istakao geograf Hinko Hranilović, a u glazbi orguljašica Vlasta Hranilović.

## Poznati članovi
- Petar Hranilović, podmaršal
- Oskar Hranilović, general-major
- Marko Hranilović
- Stanko Hranilović
- Marija Hranilović[3]
- Dane Hranilović, pisac
- Janko Hranilović, kemijski inženjer
- Makso Hranilović, šumarski inženjeri
- Slavko Hranilović, šumarski inženjeri
- Mijo Hranilović, književni